# 新潟県道294号塩谷福田線
新潟県道294号塩谷福田線（にいがたけんどう294ごう しおやふくだせん）は、新潟県村上市を通る一般県道である。

## 概要

### 路線データ
- 起点：新潟県村上市塩谷字宮町
- 終点：新潟県村上市福田字八日市（国道345号交点）

## 地理

### 通過する自治体
- 新潟県村上市

### 接続する道路
- 国道345号（坂町鼠ヶ関道）（終点：福田交差点）

### 周辺
- 村上市立平林中学校
- 村上市立砂山小学校
- 塩谷郵便局
- 荒川
- お幕場森林公園